# Église Saint-Pierre d'Estrées-Mons
Pour les articles homonymes, voir Église Saint-Pierre.
L'église Saint-Pierre d'Estrées-Mons est située dans le hameau de Mons-en-Chaussée sur le territoire de la commune d'Estrées-Mons, dans l'est du département de la Somme, non loin de Péronne.

## Historique
L'église de Mons-en-Chaussée avait été construite au XIIe siècle, elle fut détruite au cours de la Première Guerre mondiale, lors de l'Offensive des Cent-Jours. L'architecte Jacques Debat-Ponsan fut chargé du projet de reconstruction pendant l'entre-deux guerres.

## Caractéristiques

### Extérieur
La nouvelle église a été construite en 1925 selon un plan en croix latine, en brique, béton armé, pierre calcaire et moellon. Elle est composée d'un vaisseau unique avec abside polygonale. Le clocher est construit en moellons de vieux grès brut et en pierre de taille. Sa couverture d'ardoise est en pavillon.
Le portail principal est orné de sculptures représentant, en bas-relief, trois saints (Marie-Madeleine, la Vierge et saint Jean) encadrés par deux anges agenouillés, réalisés par Albert Binquet qui est également le créateur du grand Christ du clocher, en 1928.

### Intérieur
L'intérieur est couvert de voûte en berceau, demi-berceau ou d'arêtes. Gérard Ansart fut le concepteur du chemin de croix en mosaïque et des vitraux qui détruits pendant la Seconde Guerre mondiale, furent reconstitué par l'atelier Pasquier d'Amiens, en 1958.
Le mobilier en bois fut réalisé par l'ébéniste Guillemont de Péronne et le mobilier en pierre par les Ateliers Saint-Luc de Noyon, en 1932.
L'église conserve un groupe sculpté, en bois polychrome, du début du XVIIe siècle, représentant saint Fursy et un bœuf, inscrit monument historique, le 1er octobre 1999, au titre objet.

## Photos

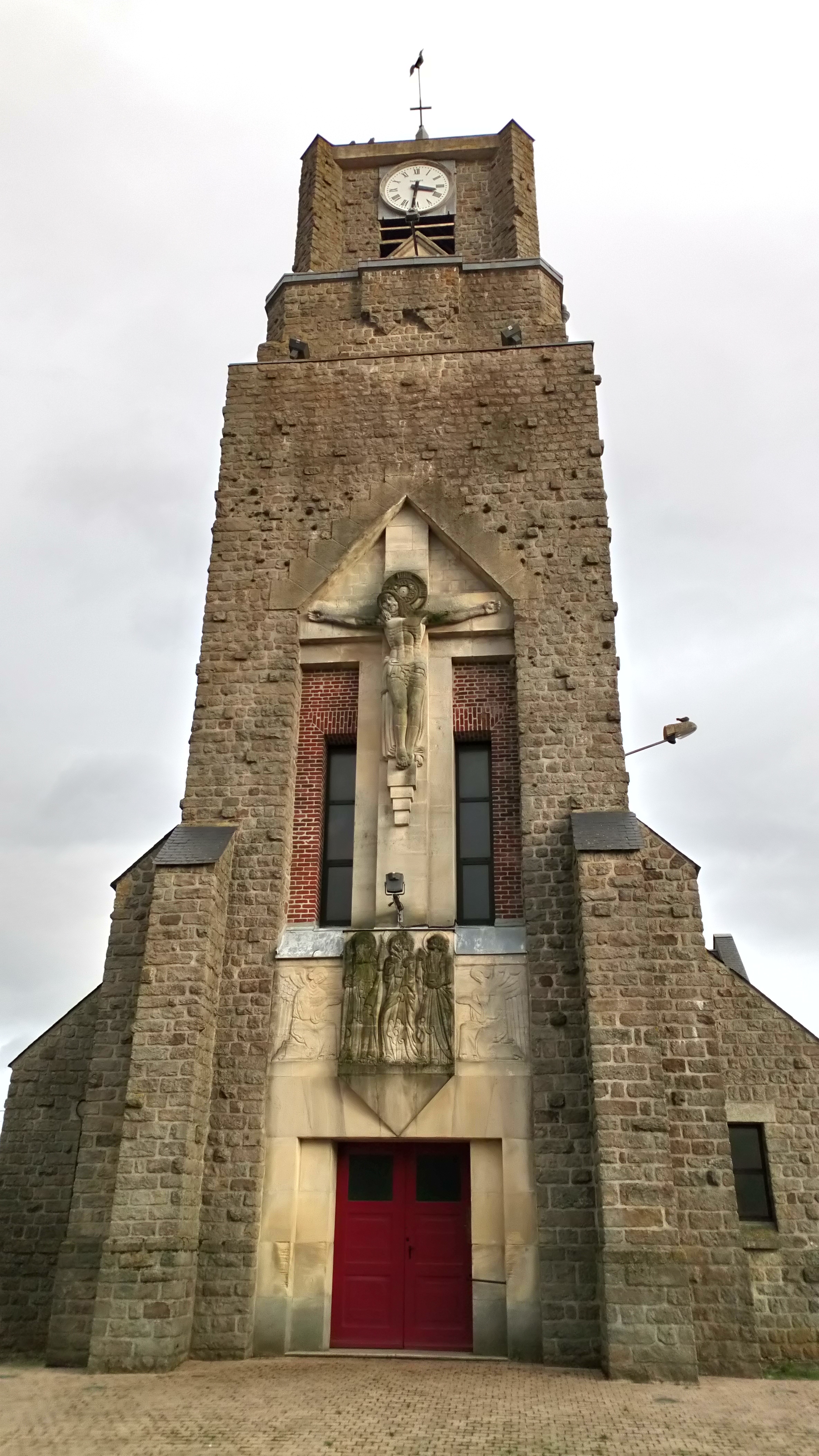
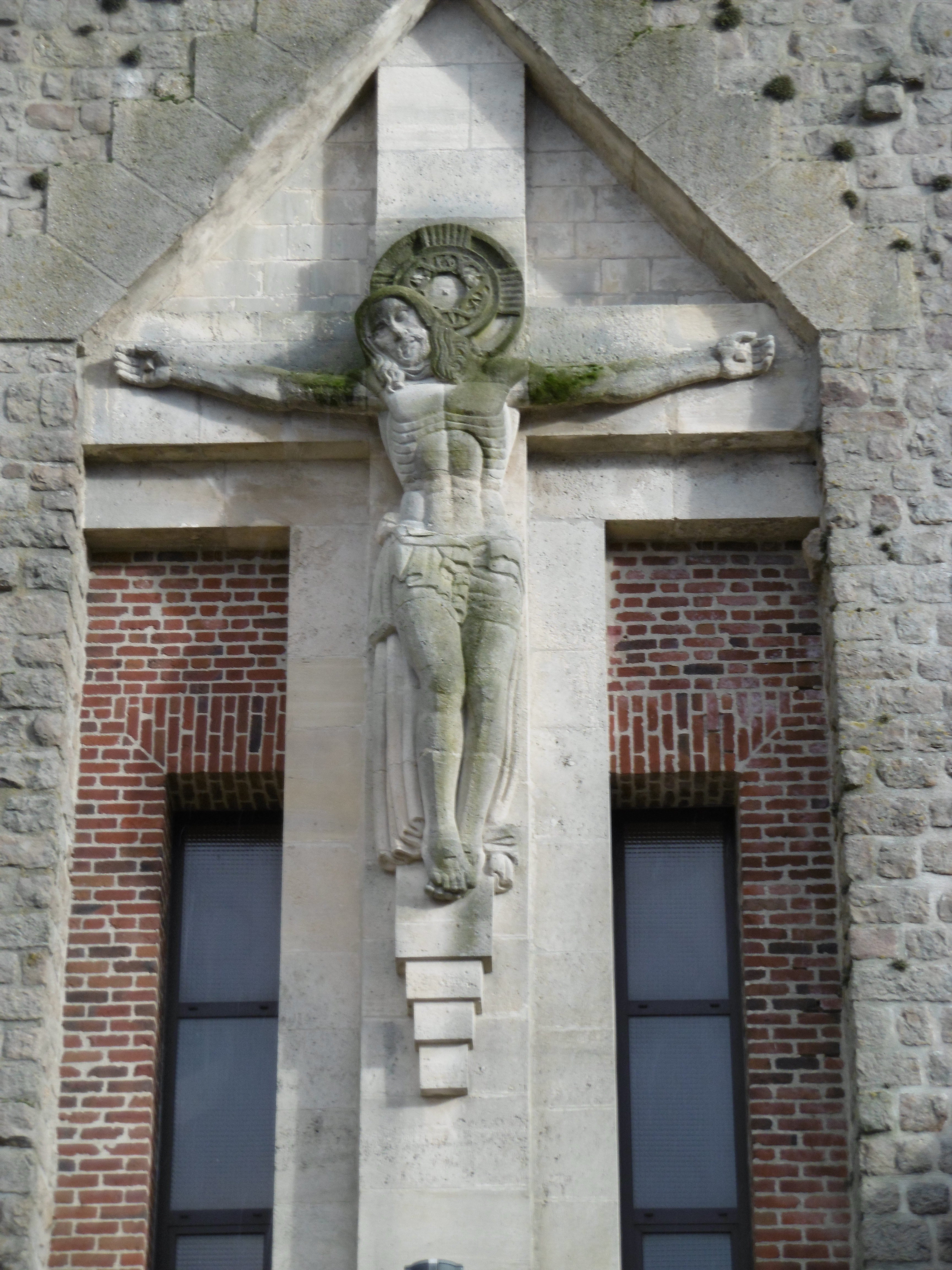
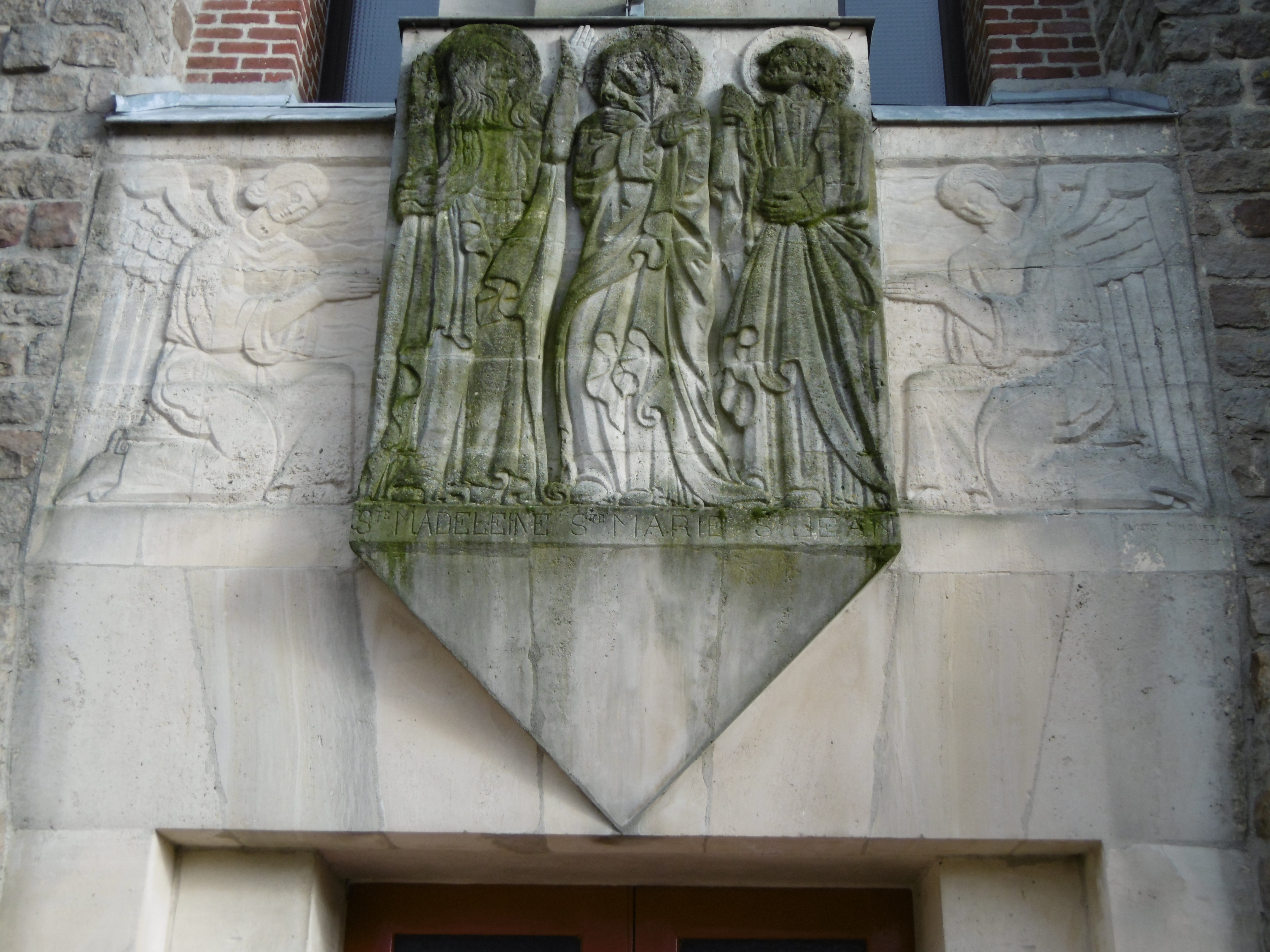